# Véronique Trillet-Lenoir

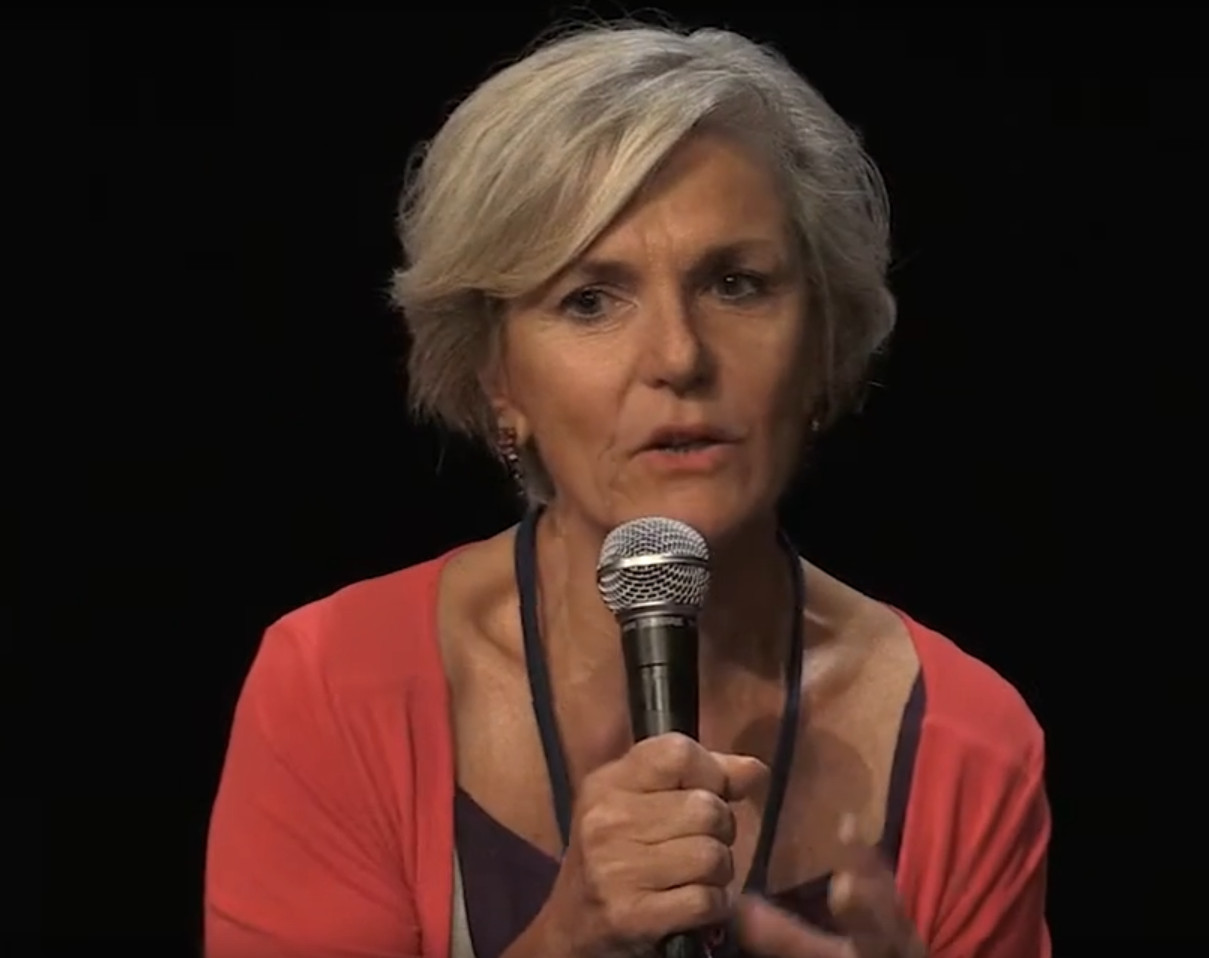
Véronique Trillet-Lenoir (2016)

Véronique Trillet-Lenoir (* 12. Juni 1957 im 6. Arrondissement von Lyon als Véronique Trillet; † 9. August 2023) war eine französische Onkologin und Politikerin (LREM). Ab 2023 war sie Mitglied im Regionsrat von Auvergne-Rhône-Alpes und nach der Europawahl 2019 Mitglied des Europäischen Parlaments als Teil der Fraktion Renew Europe.

## Leben

### Ausbildung
Véronique Trillet-Lenoir wurde am 12. Juni 1957 in Lyon geboren, ihr Vater Marc Trillet war Neurologie-Professor, ihre Mutter Elisabeth Assistenz der Geschäftsführung. Nach ihrer Schulausbildung studierte sie Medizin an der Claude-Bernard-Universität Lyon. Sie schloss 1980 den zweiten Abschnitt des Medizinstudiums ab, promovierte 1985 zum Doktor der Medizin, 1991 zum Doktor der Humanbiologie, habilitierte sich für die Leitung der Forschung und erhielt 1993 eine Professur.

### Berufliche Karriere
Nachdem sie von 1981 bis 1986 als Assistenzärztin in den Lyoner Krankenhäusern tätig gewesen war, arbeitete sie bis 1993 als stellvertretende Klinikleiterin und anschließend als Krankenhausärztin in der pneumologischen Abteilung des Louis-Pradel-Krankenhauses für Herz-Kreislauf und Pneumologie in Lyon. 1993 wurde sie zur Professorin an der Universität Lyon-I und zur Krankenhausärztin am Universitätsklinikum Lyon-Zentrum ernannt. 2003 gründete sie die Abteilung für medizinische Onkologie der Krankenhausgruppe Süd. Seit 2012 war sie Vorsitzende der Französischen Krebsforschungstreffen und von 2013 bis 2020 Präsidentin des Verwaltungsrats des „Cancéropôle Lyon Auvergne-Rhône-Alpes“ (CLARA). Außerdem war sie im Vorstand des französischen Nationalen Krebsinstituts.
Im Jahr 2018 war sie außerordentliche Professorin an der Medizinischen Fakultät der Jiaotong-Universität Shanghai. Sie war bereits seit 2011 an dieser Universität zu Gast und hatte an der Einrichtung des ersten Masterstudiengangs für Krebstherapie mitgewirkt.

### Politik
Véronique Trillet-Lenoir wurde bei den Regionalwahlen 2015 zur Regionalrätin für Auvergne-Rhône-Alpes auf der von Jean-Jack Queyranne angeführten sozialistischen Liste gewählt. Sie unterstützte Emmanuel Macron bei den Präsidentschaftswahlen 2017 und schloss sich anschließend La République en Marche und der Fraktion „La Région en marche“ im Regionalrat von Auvergne-Rhône-Alpes an.
Für die Europawahl 2019 nominierte ihre Partei LREM sie für den 17. Listenplatz der gemeinsam mit MoDem und anderen eingereichten Listenverbindung Renaissance. LREM gewann 22,4 Prozent und damit 23 der 79 französischen Parlamentsmandate, sodass Trillet-Lenoir direkt einzog. Mit ihren Parteikolleginnen und -kollegen trat sie der neugegründeten liberalen Fraktion Renew Europe bei. Für ihre Fraktion war sie Mitglied im Ausschuss für Umweltfragen, öffentliche Gesundheit und Lebensmittelsicherheit sowie stellvertretendes Mitglied im Ausschuss für Beschäftigung und soziale Angelegenheiten.
Des Weiteren war sie Mitglied in der intrafraktionellen Arbeitsgruppe MEPs Against Cancer, die sie zusammen mit dem zyprischen Abgeordneten Loukas Fourlas leitete.

### Privat
Trillet-Lenoir war verheiratet und Mutter zweier Kinder.

## Auszeichnungen
- 2008: Ritterin (Chevalier) der Ehrenlegion[11]
- 2016: Ordre national du Mérite[12]